# Alcohol Use Disorders Identification Test

L'Alcohol use disorders Identification Test (AUDIT) est un test de dix questions développé par l'Organisation Mondiale de la Santé, visant à déterminer si une personne peut être à risque de développer des problèmes d'abus d'alcool,. Le test a été conçu pour être utilisé à l'échelle internationale, et a été validé dans une étude de patients provenant de six pays. Plusieurs études ont constaté que l'AUDIT était un outil de mesure fiable et valide dans l'identification des comportements d'abus d'alcool,. Il existe certaines preuves démontrant l'efficacité de l'AUDIT particulièrement chez les populations adolescentes et jeunes adultes ; il semble moins précis pour les adultes plus âgés. Il semble bien adapté pour une utilisation avec des élèves de collège, et aussi avec les femmes et les membres de groupes minoritaires. L'AUDIT pour les questions de consommation d'alcool (AUDIT-C) est un test de dépistage de 3 questions permettant de révéler une consommation problématique d'alcool, qui peut être utilisé dans le bureau d'un médecin.

## Psychométrie
Des études ont trouvé une corrélation entre une augmentation de problèmes liés à l'alcool et une augmentation du score total de l'AUDIT. L'AUDIT s'est également révélé être un indicateur valable pour détecter la gravité de dépendance à l'alcool, utilisé potentiellement au-delà du simple dépistage ; pour aider à la planification du traitement. Dans une revue systématique des outils de dépistage pour des problèmes d'alcool, l'AUDIT a été désigné comme étant le "plus efficace dans l'identification des sujets ayant une consommation comportant des risques, dangereuse ou nuisible", mais moins efficace que le CAGE dans la détection d'abus d'alcool et de dépendance. La recherche a également montré que les items de l'AUDIT sont à la fois fiables et très sensibles au changement. La sensibilité et la spécificité de l'AUDIT sont élevées,.

## Détails des questions, notation et interprétation
La notation de l'AUDIT est basée sur une échelle de 0 à 4 points. Six des dix questions à poser concernent des questions sur la fréquence de certains comportement d'abus d'alcool, et sont scorées comme suit : 
- 0 points : "Jamais"
- 1 point : "Moins d'une fois par mois"
- 2 points : "Mensuels"
- 3 points : "Chaque semaine"
- 4 points : "Tous les jours, ou presque tous les jours"

Les quatre autres questions comportent des choix de réponses, mais sont notées sur une échelle de 0 à 4 points.

### Domaines détaillés
Les questions mesurent les différents domaines de problèmes liés à la consommation d'alcool. La répartition est comme suit : 
- 1-3: Mesure la fréquence de la consommation d'alcool
- 4-6: Mesure la dépendance à l'alcool
- 7-10: Mesure les problèmes liés à l'alcool

### Interprétation des scores
Afin de coter l'AUDIT, les valeurs de point de chaque choix de réponse sont additionnées, et ensuite interprétées, selon les critères suivants :
- Un score de 8 ou plus chez les hommes (7 chez les femmes) indique une forte probabilité de consommation d'alcool dangereuse ou nuisible.
- Un score de 20 ou plus, est évocateur de la dépendance à l'alcool (bien que certains auteurs rapportent des scores de plus de 13 chez les femmes, et 15 chez les hommes, comme indiquant probablement la dépendance)[10].

## Limitations
La séquence des items AUDIT a montré avoir influencé le rapport des clients face à leurs habitudes de consommation d'alcool et les symptômes des troubles liés à l'alcool.